# Лёгкая атлетика на летних Олимпийских играх 2020 — бег на 110 метров с барьерами (мужчины)
Бег на 110 метров с барьерами среди мужчин на летних Олимпийских играх 2020 года проходил с 3 по 5 августа 2021 года на Японском национальном стадионе.  В соревнованиях приняли участие 42 спортсмена из 28 стран. 
Хансл Парчмент из Ямайки выиграл золотую медаль, завоевав вторую подряд победу на Олимпийских играх для страны в этом виде соревнований. Американец Грант Холлоуэй заработал серебро, вернув США на пьедестал после того, как страна впервые пропустила медальный зачет в Рио-2016 (исключая бойкотированные Игры 1980 года). Российский бегун Сергей Шубенков не вышел на старт квалификационного забега из-за травмы .

## Медалисты
| Золото                | Серебро            | Бронза              |
| Хансл Парчмент Ямайка | Грант Холлоуэй США | Рональд Леви Ямайка |

## История
Соревнование бегу на 110 метров с барьерами среди мужчин на Олимпийских играх 2020 года будет проводиться в 29 раз и станет одним из 12 видов легкой атлетики, проводимых на всех летних Олимпийских играх.

## Квалификация
Квалификационный стандарт на Олимпийские игры 2020 бегунов на 110 метров с барьерами  установлен 13,32 секунды. Стандарт был установлен с целью включения в турнир спортсменов выполнившие на квалификационных соревнованиях установленный норматив, но которые не смогли пройти квалификацию по итогам мирового рейтинга ИААФ. Мировые рейтинги, основанные на расчете среднего из пяти лучших результатов спортсмена за квалификационный период с учетом сложности уровня соревнований. Данные условия для отбора спортсменов использоваться, пока не будет достигнуто ограничение в 40. 
Квалификационный период первоначально был установлен с 1 мая 2019 года по 29 июня 2020 года. Из -за пандемии коронавирусной инфекции в период с 6 апреля 2020 года по 30 ноября 2020 года соревнования был приостановлены и дата окончания продлена до 29 июня 2021 года. Дата начала квалификации по итогам мирового рейтинга также была изменена с 1 мая 2019 г. на 30 июня 2020 г. Спортсмены выполнившие квалификационный стандарт в течение этого времени, были квалифицированы, а провести отбор по мировому рейтингу было не возможно из-за отсутствия легкоатлетических турниров. ИААФ изменил требование к расчету мирового рейтинга, включив соревнования как на открытом воздухе, так и в помещении, а также последний региональный чемпионат был засчитан, даже если он проведен не во время квалификационного периода. 
Национальный олимпийский комитет (НОК) может заявить не более 3 квалифицированных спортсменов в забеге 110 метров с барьерами. Если все спортсмены соответствуют начальному квалификационному стандарту или прошли квалификацию путем ранжирования мирового рейтинга в течение квалификационного периода. (Ограничение в 3 было введено на Олимпийском Конгрессе в 1930 г.)
26 бегунов прошли квалификацию по установленному нормативу; 11 - по позициям мирового рейтинга и 5 – НОК  Американские Виргинские Острова, НОК  Сенегал, НОК  Коморы, НОК  Гонконги НОК  Маврикий использовали свое универсальное место и ввели одного спортсмена, так как у них нет спортсменов, соответствующих стандарту входа на легкоатлетическое мероприятие — бегу на 110 метров с барьерами среди мужчин.

## Рекорды
Мировой и олимпийский рекорды до начала летних Олимпийских игр 2020 года:
| Мировой рекорд     | Арис Меррит (USA) | 12,80 | Брюссель | 7 сентября 2012 |
| Олимпийский рекорд | Лю Сян (CHN)      | 12,91 | Афины    | 27 августа 2004 |

## Формат и календарь турнира
Соревнование использует формат из трех раундов, который использовался ранее в 1908–1956, 1964–1984 и с 2012 года.
Время Олимпийских объектов местное (Япония, UTC+9)
| Дата                    | Время | Раунд      |
| ----------------------- | ----- | ---------- |
| Вторник, 3 августа 2021 | 19:00 | Раунд 1    |
| Среда, 4 августа 2021   | 09:00 | Полуфиналы |
| Четверг, 5 августа 2021 | 09:00 | Финал      |

## Результаты

### Раунд 1
Квалификационные правила: первые 4 в каждом забеге (Q) и дополнительно 4 с лучшими показанными результатами из всех забегов (q) проходят в полуфинал.

#### Забег 1
Ветер: 0,0м/с
| Место | Дорожка | Спортсмен           | НОК            | Время          | Примечание |
| ----- | ------- | ------------------- | -------------- | -------------- | ---------- |
| 1     | 4       | Рональд Леви        | Ямайка         | 13.17          | Q          |
| 2     | 6       | Джейсон Джозеф      | Швейцария      | 13.31          | Q, SB      |
| 3     | 9       | Валдо Сюч           | Венгрия        | 13.50 (13.496) | Q          |
| 4     | 2       | Эндрю Поцци         | Великобритания | 13.50 (13.500) | Q          |
| 5     | 5       | Габриэл Константину | Бразилия       | 13.55          | q          |
| 6     | 8       | Майкл Обасуйи       | Бельгия        | 13.65          |            |
| 7     | 7       | Луис Франсуа Менди  | Сенегал        | 13.84          | SB         |
| —     | 3       | Вийем Белосян       | Франция        | DSQ            |            |

#### Забег 2
Ветер: -0,1 м/с
| Место | Дорожка | Спортсмен          | НОК      | Время | Примечание |
| ----- | ------- | ------------------ | -------- | ----- | ---------- |
| 1     | 7       | Асьер Мартинес     | Испания  | 13.32 | Q          |
| 2     | 5       | Даниэль Робертс    | США      | 13.41 | Q          |
| 3     | 8       | Дэмион Томас       | Ямайка   | 13.54 | Q          |
| 4     | 2       | Милан Трайкович    | Кипр     | 13.59 | Q, SB      |
| 5     | 9       | Виталий Парахонько | Беларусь | 13.61 |            |
| 6     | 4       | Шейн Брэтуэйт      | Барбадос | 13.64 |            |
| 7     | 3       | Якуб Аль-Юха       | Кувейт   | 13.69 | SB         |
| 8     | 6       | Хассан Фофана      | Италия   | 13.70 |            |

#### Забег 3
Ветер: -0,1 м/с
| Место | Дорожка | Спортсмен        | НОК       | Время | Примечание |
| ----- | ------- | ---------------- | --------- | ----- | ---------- |
| 1     | 9       | Грант Холлоуэй   | США       | 13.02 | Q          |
| 2     | 7       | Хансл Парчмент   | Ямайка    | 13.23 | Q          |
| 3     | 3       | Николас Хаф      | Австралия | 13.57 | Q          |
| 4     | 5       | Дамьян Чикер     | Польша    | 13.61 | Q          |
| 5     | 4       | Грегор Трабер    | Германия  | 13.65 |            |
| 6     | 2       | Сюнъя Такаяма    | Япония    | 13.98 |            |
| 7     | 1       | Жереми Ларародёз | Маврикий  | 14.03 | PB         |
| 8     | 8       | Фадане Хамади    | Коморы    | 14.99 |            |
| —     | 6       | Сергей Шубенков  | ОКР       | DNS   |            |

#### Забег 4
Ветер: -0,2 м/с
| Место | Дорожка | Спортсмен              | НОК                             | Время | Примечание |
| ----- | ------- | ---------------------- | ------------------------------- | ----- | ---------- |
| 1     | 8       | Орель Манга            | Франция                         | 13.24 | Q, PB      |
| 2     | 6       | Сюнсукэ Идзумия        | Япония                          | 13.28 | Q          |
| 3     | 4       | Рафаэль Энрике Перейра | Бразилия                        | 13.46 | Q          |
| 4     | 2       | Се Вэньцзюнь           | Китай                           | 13.51 | Q          |
| 5     | 3       | Чэнь Куэй Жу           | Тайвань                         | 13.53 | q, SB      |
| 6     | 1       | Дэвид Кинг             | Великобритания                  | 13.55 | q          |
| 7     | 9       | Эдди Ловетт            | Американские Виргинские Острова | 14.17 | SB         |
| 8     | 7       | Чань Чун Ван           | Гонконг                         | 14.23 |            |
| —     | 5       | Орландо Ортега         | Испания                         | DNS   |            |

#### Забег 5
Ветер: -0,1 м/с
| Место | Дорожка | Спортсмен              | НОК       | Время | Примечание |
| ----- | ------- | ---------------------- | --------- | ----- | ---------- |
| 1     | 5       | Девон Аллен            | США       | 13.21 | Q          |
| 2     | 3       | Паскаль Мартино-Лагард | Франция   | 13.37 | Q, SB      |
| 3     | 7       | Тайо Канаи             | Япония    | 13.41 | Q          |
| 4     | 8       | Паоло Даль Молин       | Италия    | 13.44 | Q          |
| 5     | 6       | Эльмо Лакка            | Финляндия | 13.48 | q          |
| 6     | 4       | Антонио Алкана         | ЮАР       | 13.55 | SB         |
| 7     | 2       | Константинос Дувалидис | Греция    | 13.63 | SB         |
| 8     | 9       | Эдуардо де Деус        | Бразилия  | 13.78 |            |

### Полуфиналы
Квалификационные правила: первые 2 в каждом забеге (Q) и дополнительно 2 с лучшими показанными результатами из всех забегов (q) проходят в полуфинал.

#### Полуфинал 1
Ветер: +0,3 м/с
| Место | Дорожка | Спортсмен              | НОК            | Реакция на старте | Время | Примечание |
| ----- | ------- | ---------------------- | -------------- | ----------------- | ----- | ---------- |
| 1     | 7       | Рональд Леви           | Ямайка         | 0.154             | 13.23 | Q          |
| 2     | 4       | Паскаль Мартино-Лагард | Франция        | 0.155             | 13.25 | Q, SB      |
| 3     | 6       | Асьер Мартинес         | Испания        | 0.150             | 13.27 | q, PB      |
| 4     | 8       | Эндрю Поцци            | Великобритания | 0.148             | 13.32 | q          |
| 5     | 5       | Даниэль Робертс        | США            | 0.195             | 13.33 |            |
| 6     | 2       | Дамьян Чикер           | Польша         | 0.152             | 13.63 |            |
| 7     | 9       | Николас Хаф            | Австралия      | 0.163             | 13.88 |            |
| 8     | 3       | Габриэл Константино    | Бразилия       | 0.159             | 13.89 |            |

#### Полуфинал 2
Ветер: +0,1 м/с
| Место | Дорожка | Спортсмен        | НОК       | Реакция на старте | Время | Примечание |
| ----- | ------- | ---------------- | --------- | ----------------- | ----- | ---------- |
| 1     | 5       | Девон Аллен      | США       | 0.121             | 13.18 | Q          |
| 2     | 6       | Орель Манга      | Франция   | 0.151             | 13.24 | Q, =PB     |
| 3     | 8       | Дэмион Томас     | Ямайка    | 0.135             | 13.39 |            |
| 4     | 9       | Паоло Даль Молин | Италия    | 0.133             | 13.40 |            |
| 5     | 4       | Джейсон Джозеф   | Швейцария | 0.135             | 13.46 |            |
| 6     | 2       | Чэнь Куэй Жу     | Тайвань   | 0.146             | 13.57 |            |
| 7     | 3       | Эльмо Лакка      | Финляндия | 0.139             | 13.67 |            |
| 8     | 7       | Тайо Канаи       | Япония    | 0.127             | 26.11 |            |

#### Полуфинал 3
Ветер: -0,1 м/с
| Место | Дорожка | Спортсмен             | НОК            | Реакция на старте | Время | Примечание |
| ----- | ------- | --------------------- | -------------- | ----------------- | ----- | ---------- |
| 1     | 4       | Грант Холлоуэй        | США            | 0.130             | 13.13 | Q          |
| 2     | 6       | Хансл Парчмент        | Ямайка         | 0.145             | 13.23 | Q, =SB     |
| 3     | 7       | Сюнсукэ Идзумия       | Япония         | 0.141             | 13.35 |            |
| 4     | 9       | Валдо Сюч             | Венгрия        | 0.140             | 13.40 |            |
| 5     | 8       | Се Вэньцзюнь          | Китай          | 0.154             | 13.58 |            |
| 6     | 5       | Рафаэл Энрике Перейра | Бразилия       | 0.154             | 13.62 |            |
| 7     | 2       | Дэвид Кинг            | Великобритания | 0.141             | 13.67 |            |
| 8     | 3       | Милан Трайкович       | Кипр           | 0.147             | 14.01 |            |

### Финал
Ветер: -0,5 м/с
| Место | Дорожка | Спортсмен              | НОК            | Реакция на старте | Время | Примечание |
| ----- | ------- | ---------------------- | -------------- | ----------------- | ----- | ---------- |
| 1     | 7       | Хансл Парчмент         | Ямайка         | 0.130             | 13.04 | SB         |
| 2     | 4       | Грант Холлоуэй         | США            | 0.136             | 13.09 |            |
| 3     | 5       | Рональд Леви           | Ямайка         | 0.146             | 13.10 |            |
| 4     | 6       | Девон Аллен            | США            | 0.133             | 13.14 |            |
| 5     | 8       | Паскаль Мартино-Лагард | Франция        | 0.120             | 13.16 | SB         |
| 6     | 2       | Асьер Мартинес         | Испания        | 0.155             | 13.22 | PB         |
| 7     | 3       | Эндрю Поцци            | Великобритания | 0.140             | 13.30 |            |
| 8     | 9       | Орель Манга            | Франция        | 0.151             | 13.38 |            |